# Manuel Gambini Rupay
Manuel Gambini Rupay (Huacaybamba, 8 de diciembre de 1971) es un agricultor y político peruano. Es el actual Gobernador Regional de Ucayali y es presidente del Club Deportivo Defensor San Alejandro.

## Biografía
Nació en Huacaybamba, Perú, el 8 de diciembre de 1971, hijo de Martin Isaac Gambini Brandan y Juana Eliza Rupay Utrilla. Cursó sus estudios primarios y secundarios en su ciudad natal. No cursó estudios superiores.
Su primera participación política se dio en las elecciones municipales del 2002 cuando postuló por el movimiento "Integrando Ucayali" a la alcaldía del distrito de Irázola en la provincia de Padre Abad, departamento de Ucayali. Fue elegido para ese cargo recién en las elecciones municipales del 2006 y reelecto en las elecciones municipales del 2010. Luego de su gestión, participó en las elecciones regionales del 2014 por el Movimiento Independiente Regional Cambio Ucayalino como candidato a presidente del Gobierno Regional de Ucayali resultando.

## Carrera política

### Alcalde de Irázola
Hasta la intervención de USAID el 2003, Manuel era un cultivador de coca, presionado por el conflicto armado interno en el Perú. Estuvo afiliado hasta el 2012 debido a su razonado éxito en la producción del distrito para salirse de la pobreza extrema. Durante su alcaldía destacó como impulsor del cacao en el Perú, donde participó en eventos agrícolas a nivel nacional, obteniendo reconocimientos.
Anteriormente los involucrados en producir cacao fueron menos de 2,000 (con datos de la agencia de noticias Andina). En el 2008 se produce unos 500 kilogramos por hectárea. En el 2012, durante el evento de la Expoamazónica, Gambini señaló que se ha producido 3 mil toneladas de cacao puro en el sector San Alejandro, capital del distrito, ubicado a 100 kilómetros de Pucallpa. Frente a la deforestación de la zona y la erradicación de sustancias ilícitas en Aguaytía, la Comisión Nacional para el Desarrollo y Vida sin Drogas (DEVIDA) respaldó su apoyo financiando cien hectáreas de cultivo en las comunidades nativas de Sinchi Roca.
Otras obras realizadas fueron: La implementación de un mini hospital y la implementación de servicios de alcantarillados en asentamientos humanos. También se planeó explorar la cuenca del río Ucayali con ayuda de una empresa española para futuras investigaciones sísmicas.
En 2008, Gambini participó en una conferencia de alcaldes célebres en Miami organizado por USAID. En marzo de 2011, Gambini asistió a una reunión con Rose M. Likins, entonces embajadora estadounidense en el país. Pese al interés de invertir en el cacao con la ayuda de la policía nacional, se generó una controversia acerca de informes relacionados con el tráfico de drogas, donde el equipo de seguridad trabajó discretamente.
En el 2014 unas 18000 hectáreas de cultivo distribuidas en el departamento de Ucayali producen 3000 toneladas al año; casi la mitad son del distrito irazolino. Por lo que cada año se celebra el Festival del cacao y el cocolate, organizado por DEVIDA, financieras locales, y la municipalidad. En ella, se organizan pasacalles, ceremonias de belleza y rutas turísticas del mencionado cultivo.

### Candidato a las elecciones regionales 2014
A unos meses antes de terminar su mandato, Gambini ya planeaba postular a las elecciones regionales en Ucayali por su apelativo de rey del cacao. Siendo precandidato, un tesorero de la municipalidad y algunos trabajadores presentaron una denuncia por supuesto lavado de activos, teniendo como posesión sobrevaluada a dos residencias, una en Pucallpa y otra en San Alejandro. En respuesta al caso, Gambini admitió que sus propiedades ya fueron adquiridos años antes, incluido un fundo en Nuevo San Juan, en alrededores de Irazola; además señaló a los verdaderos responsables buscan aprovechar de su fama para favorecer a una organización rival.

Ésta es mi humilde vivienda (en Pucallpa). Lo compré en el 2005 cuando era un corraloncito (antes del boom comercial en la zona urbana) y hasta la fecha no termino de construirla, lo estoy haciendo de a poco. Y mi casita en San Alejandro, es pequeñita, ellos (los denunciantes) lo valorizan en 80 mil dólares, es un buen precio; si alguien me compra a ese monto ahora mismo yo lo vendo. Pero la verdad esa casa me cuesta siete mil dólares.
Extracto de la entrevista concedida al diario Ímpetu.

Luego de revisar el intento de tacha, el Jurado Nacional de Elecciones negó la petición de anular la candidatura mediante Resolución N° 001899-2014-JNE.